# Пали астронаут
Пали астронаут је алуминијумска скулптура висине 8,5 cm коју је направио Пол ван Хојдонк. Фигура је мала и стилизована, представља космонаута у свемирском оделу, и направљена је у част астронаута и космонаута који су дали своје животе у напретку људског истраживања свемира. Фигуру су астронаути мисије Аполо 15 поставили на Месецу, 1. августа 1971. године, поред плахете са именима 14 астронаута и космонаута који су до тада погинули.
Посада мисије чувала је постојање фигуре у тајности до краја мисије. Након што је прича доспела у јавност, Национални музеј авијације и астронаутике затражио је и добио реплику фигуре. Убрзо су се јавиле контроверзе јер је ван Хојдонк тврдио да је другачије схватио договор са астронаутима мисије Аполо 15, и покушао је да прода око 950 копија фигуре. На крају је попустио под притиском агенције НАСА, која има строгу политику против комерцијалне употребе америчког свемирског програма.

## Постављање на Месецу
Током мисије Аполо 15, пред крај својих обавеза током шетње по површини Месеца 1. августа 1971. године, астронаут Дејвид Скот кришом је поставио фигуру Пали астронаут на површину, заједно са плахетом на којој се налазе имена осам америчких астронаута и шест совјетских космонаута који су погинули:
- Теодор Фримaн (31. октобар 1964. године – пад авиона)
- Чарлс Басет (28. фебруар 1966. године – пад авиона)
- Елиот Си (28. фебруар 1966. године – пад авиона)
- Верџил „Гас“ Грисом (27. јануар 1967. године – пожар Апола 1)
- Роџер Чафи (27. јануар 1967. године – пожар Апола 1)
- Едвард Вајт (27. јануар 1967. године – пожар Апола 1)
- Владимир Комаров (24. април 1967. године – отказ падобрана при повратку мисије Сојуз 1)
- Едвард Гивенс (6. јун 1967. године – аутомобилска несрећа)
- Клифтон Вилијамс (5. октобар 1967. године – пад авиона)
- Јуриј Гагарин (27. март 1968. године – пад авиона)
- Павел Бељејев (10. јануар 1970. године – болест)
- Георгиј Добровољски (30. јун 1971. године – декомпресија при повратку мисије Сојуз 11)
- Виктор Пацајев (30. јун 1971. године – декомпресија при повратку мисије Сојуз 11)
- Владислав Волков (30. јун 1971. године – декомпресија при повратку мисије Сојуз 11).[2]

Скот је фотографисао плахету и фигуру, али је чекао да се заврши званична конференција за новинаре па тек онда признао да оне заиста постоје. Касније је изјавио да „нажалост, два имена недостају (на плахети) – Валентин Бондаренко и Григориј Нељубов.“ Објсанио је да западни свет није био упознат са смрћу ових космонаута због тајности совјетског свемирског програма. Такође је недостајало и име Роберта Хенрија Лоренса, првог тамнопутог астронаута и официра АРВ који је погинуо у паду авиона 1967. године.